# Philipp Schörghofer
Philipp Schörghofer (* 20. Jänner 1983 in Salzburg) ist ein ehemaliger österreichischer Skirennläufer. Seine stärkste Disziplin war der Riesenslalom. Neben einem Weltcupsieg waren seine größten Erfolge vier Medaillen bei Weltmeisterschaften (Gold im Mannschaftswettbewerb 2013 und 2015, Silber im Mannschaftswettbewerb sowie Bronze im Riesenslalom 2011).

## Biografie
Schörghofer stammt aus  Filzmoos, absolvierte die Skihauptschule in Bad Gastein sowie die Ski-Hotelfachschule in Bad Hofgastein und war von 2001 bis 2007 Militärperson auf Zeit im Heeres-Leistungssportzentrum Rif. 1998 gewann er den Super-G des Whistler Cups. Das erste FIS-Rennen bestritt er im November desselben Jahres. Nach seiner Aufnahme in den Kader des Österreichischen Skiverbandes (ÖSV) im Jahr 2000 ging er im Jänner 2001 in Zauchensee erstmals im Europacup an den Start. In den Saisonen 2007/08 und 2008/09 erreichte er im Europacup den zweiten Rang in der Riesenslalom-Disziplinenwertung.
Bei den Juniorenweltmeisterschaften 2003 erreichte Schörghofer im Riesenslalom den dritten, im Super-G den vierten und in der Abfahrt den 14. Rang. Sein erster Start im Weltcup war am 17. Dezember 2006 im Riesenslalom auf der Gran Risa in Alta Badia, das erste Top-10-Resultat erzielte er zum Auftakt der Saison 2008/09 als Achter im Riesenslalom von Sölden. Mit einem weiteren Top-10-Ergebnis qualifizierte er sich für die Weltmeisterschaften 2009 in Val-d’Isère, wo er auf Platz 14 fuhr. Sein erstes Top-5-Ergebnis im Weltcup war ein fünfter Platz im Riesenslalom von Åre am 13. März 2009. Kurz nach diesem Rennen zog er sich einen Bänderriss im Fußgelenk zu, musste operiert werden und mehrere Wochen pausieren.
In der Weltcupsaison 2009/10 fuhr Schörghofer zunächst in drei Riesenslaloms unter die besten zehn. Er gelangte damit ins Team für die Olympischen Winterspiele 2010 in Vancouver und belegte dort den zwölften Rang. Beim Weltcupfinale in Garmisch-Partenkirchen schaffte er am 12. März 2010 als Dritter erstmals eine Podestplatzierung, zeitgleich mit Ted Ligety. Damit gelang ihm auch der Aufstieg in die Nationalmannschaft des ÖSV.
Am 6. Februar 2011 feierte Schörghofer seinen ersten Weltcupsieg im Riesenslalom von Hinterstoder, womit er in der Saison 2010/11 als Siebter erstmals unter die besten zehn im Riesenslalomweltcup kam. Bei den Weltmeisterschaften 2011 in Garmisch-Partenkirchen gewann er im Riesenslalom die Bronzemedaille und im Mannschaftswettbewerb die Silbermedaille. Am Ende des Winters wurde er Österreichischer Meister im Riesenslalom. In der Weltcupsaison 2011/12 gelangen ihm zwei dritte Plätze. Gemeinsam mit Eva-Maria Brem, Michaela Kirchgasser und Marcel Mathis gewann er beim Saisonfinale in Schladming den Team-Wettbewerb. Diesen gewann er auch ein Jahr später am gleichen Ort gemeinsam mit Marcel Hirscher, Nicole Hosp, Kirchgasser, Mathis und Carmen Thalmann im Rahmen der Skiweltmeisterschaften 2013, womit Schörghofer erstmals Weltmeister wurde. Im Riesenslalom erreichte er den 10. Platz. Bei den Skiweltmeisterschaften 2015 wird er ebenfalls als Gewinner des Team-Bewerbs geführt, ohne allerdings zum Einsatz gekommen zu sein.
Bei den Olympischen Winterspielen 2018 in Pyeongchang wurde Christian Hirschbühl im Riesentorlauf für Schörghofer nachnominiert, da dieser Schmerzen im Knie verspürte. Dem konnte er allerdings nicht nachkommen.
In der Saison 2018/19 bestritt Schörghofer kaum mehr Rennen und beendete die Saison vorzeitig. Ende April 2019 verkündete er im Zuge eines Pressetermins in Obertauern das Ende seiner aktiven Karriere.

## Erfolge

### Olympische Spiele
- Vancouver 2010: 12. Riesenslalom
- Sotschi 2014: 18. Riesenslalom

### Weltmeisterschaften
- Val-d’Isère 2009: 14. Riesenslalom
- Garmisch-Partenkirchen 2011: 2. Mannschaftswettbewerb, 3. Riesenslalom
- Schladming 2013: 1. Mannschaftswettbewerb, 8. Riesenslalom
- Vail/Beaver Creek 2015: 1. Mannschaftswettbewerb, 10. Riesenslalom
- St. Moritz 2017: 5. Riesenslalom

### Weltcup
- 6 Podestplätze in Einzelrennen, davon 1 Sieg:

| Datum           | Ort          | Land       | Disziplin    |
| --------------- | ------------ | ---------- | ------------ |
| 6. Februar 2011 | Hinterstoder | Österreich | Riesenslalom |

- 4 Podestplätze bei Mannschaftswettbewerben, davon 1 Sieg

### Weltcupwertungen
| 2007/08 | 127.                                | 13                                  | 48.                                 | 13                                  | –                                   | –                                   | –                                   | –                                   |                                     |                                     |                                     |                                     |
| 2008/09 | 46.                                 | 182                                 | 12.                                 | 180                                 | 49.                                 | 2                                   | –                                   | –                                   |                                     |                                     |                                     |                                     |
| 2009/10 | 41.                                 | 194                                 | 12.                                 | 170                                 | 31.                                 | 24                                  | –                                   | –                                   |                                     |                                     |                                     |                                     |
| 2010/11 | 41.                                 | 206                                 | 7.                                  | 173                                 | 24.                                 | 33                                  | –                                   | –                                   |                                     |                                     |                                     |                                     |
| 2011/12 | 30.                                 | 316                                 | 6.                                  | 278                                 | 27.                                 | 23                                  | 9.                                  | 15                                  |                                     |                                     |                                     |                                     |
| 2012/13 | 39.                                 | 176                                 | 10.                                 | 176                                 | –                                   | –                                   | –                                   | –                                   |                                     |                                     |                                     |                                     |
| 2013/14 | 52.                                 | 143                                 | 15.                                 | 143                                 | –                                   | –                                   | –                                   | –                                   |                                     |                                     |                                     |                                     |
| 2014/15 | 69.                                 | 87                                  | 21.                                 | 87                                  | –                                   | –                                   | –                                   | –                                   |                                     |                                     |                                     |                                     |
| 2015/16 | 30.                                 | 332                                 | 8.                                  | 332                                 | –                                   | –                                   | –                                   | –                                   |                                     |                                     |                                     |                                     |
| 2016/17 | 45.                                 | 184                                 | 10.                                 | 184                                 | –                                   | –                                   | –                                   | –                                   |                                     |                                     |                                     |                                     |
| 2017/18 | verletzungsbedingt keine Ergebnisse | verletzungsbedingt keine Ergebnisse | verletzungsbedingt keine Ergebnisse | verletzungsbedingt keine Ergebnisse | verletzungsbedingt keine Ergebnisse | verletzungsbedingt keine Ergebnisse | verletzungsbedingt keine Ergebnisse | verletzungsbedingt keine Ergebnisse | verletzungsbedingt keine Ergebnisse | verletzungsbedingt keine Ergebnisse | verletzungsbedingt keine Ergebnisse | verletzungsbedingt keine Ergebnisse |
| 2018/19 | 116.                                | 23                                  | 38.                                 | 23                                  | –                                   | –                                   | –                                   | –                                   |                                     |                                     |                                     |                                     |

### Europacup
Disziplinenwertungen:
- Saison 2006/07: 6. Gesamtwertung, 5. Riesenslalom
- Saison 2007/08: 9. Gesamtwertung, 2. Riesenslalom
- Saison 2008/09: 4. Gesamtwertung, 2. Riesenslalom, 6. Kombination
- Saison 2009/10: 4. Super-G, 4. Super-Kombination

Insgesamt 15 Podestplätze, davon 8 Siege:
| Datum            | Ort             | Land        | Disziplin    |
| ---------------- | --------------- | ----------- | ------------ |
| 9. Jänner 2007   | Serre Chevalier | Frankreich  | Riesenslalom |
| 18. Jänner 2007  | La Plagne       | Frankreich  | Riesenslalom |
| 20. Februar 2008 | Madesimo        | Italien     | Riesenslalom |
| 21. Februar 2008 | Madesimo        | Italien     | Riesenslalom |
| 14. Januar 2009  | Oberjoch        | Deutschland | Riesenslalom |
| 4. Februar 2009  | La Molina       | Spanien     | Riesenslalom |
| 5. Februar 2009  | Soldeu          | Andorra     | Riesenslalom |
| 8. März 2010     | Kranjska Gora   | Slowenien   | Riesenslalom |

### Juniorenweltmeisterschaften
- Serre Chevalier 2003: 3. Riesenslalom, 4. Super-G, 14. Abfahrt

### Weitere Erfolge
- Österreichischer Meister im Riesenslalom 2011 und 2016[5]
- 2 Podestplätze im Nor-Am Cup, davon 1 Sieg
- Bronzemedaille im Super-G bei der Jugendolympiade 1999
- 3 Siege in FIS-Rennen